# Bulbophyllum guttulatum
Bulbophyllum guttulatum är en orkidéart som först beskrevs av Joseph Dalton Hooker, och fick sitt nu gällande namn av Nambiyath Puthansurayil Balakrishnan. Bulbophyllum guttulatum ingår i släktet Bulbophyllum och familjen orkidéer. Inga underarter finns listade i Catalogue of Life.

## Bildgalleri

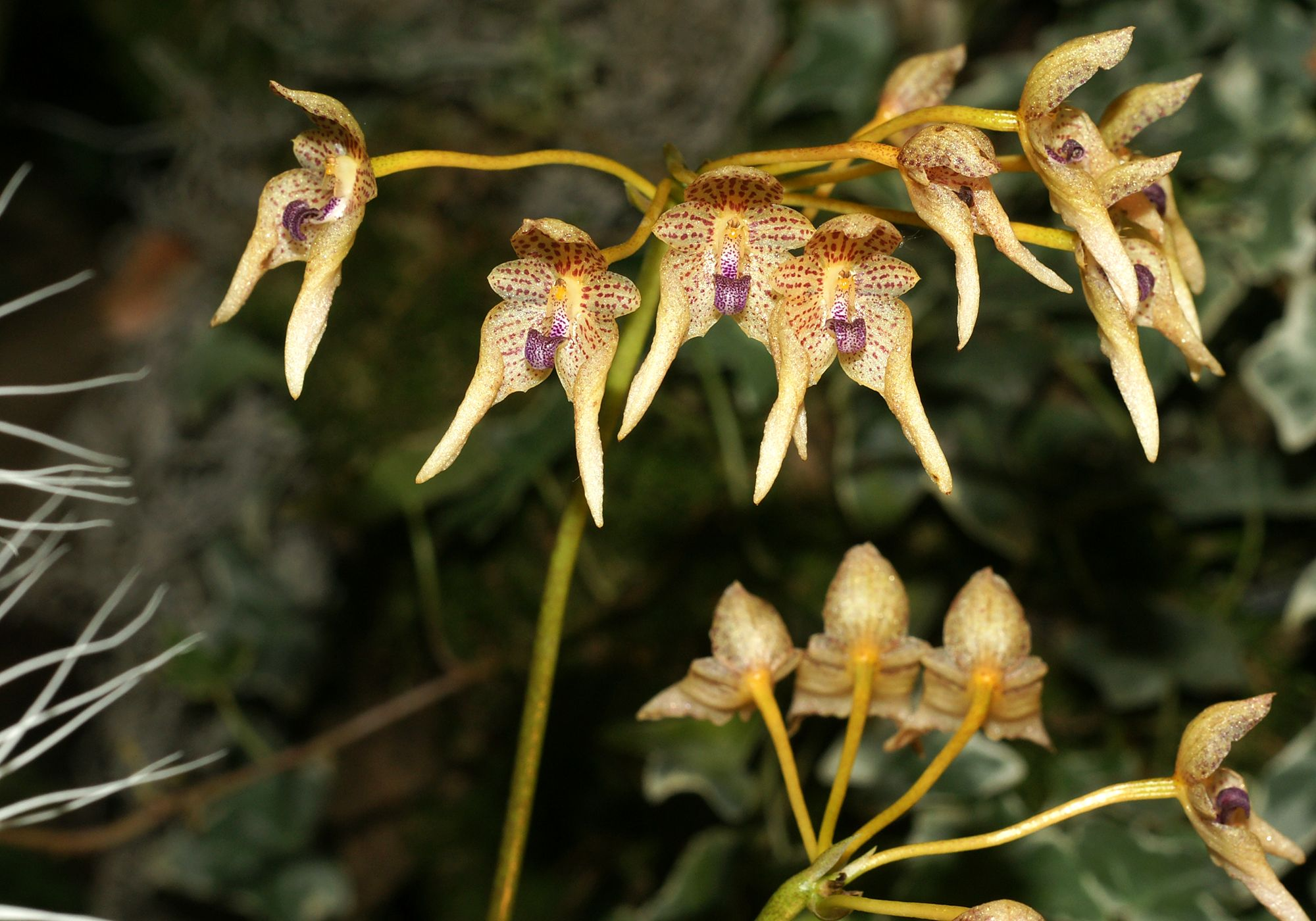
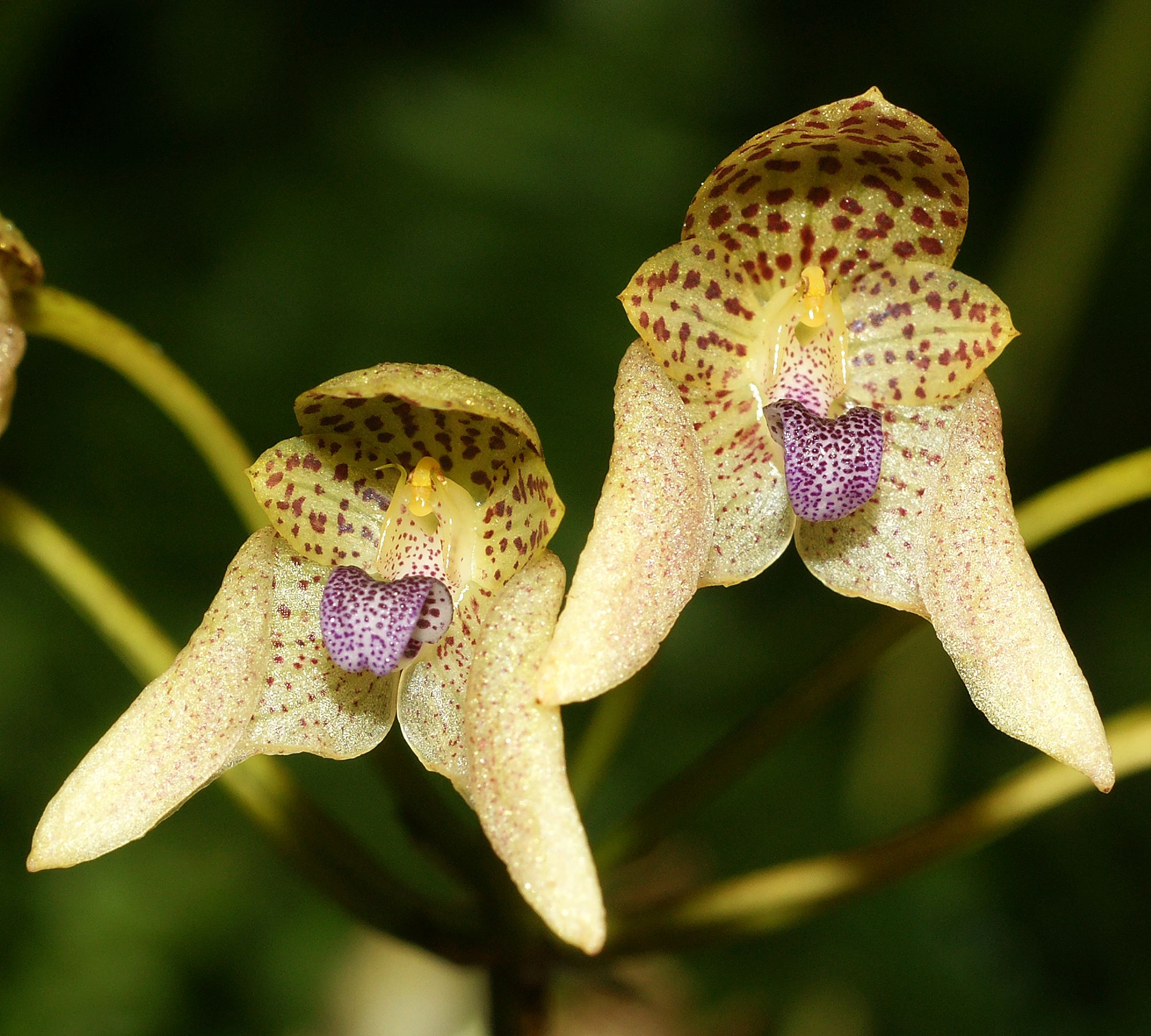